# Ulf Dietrich Merbold

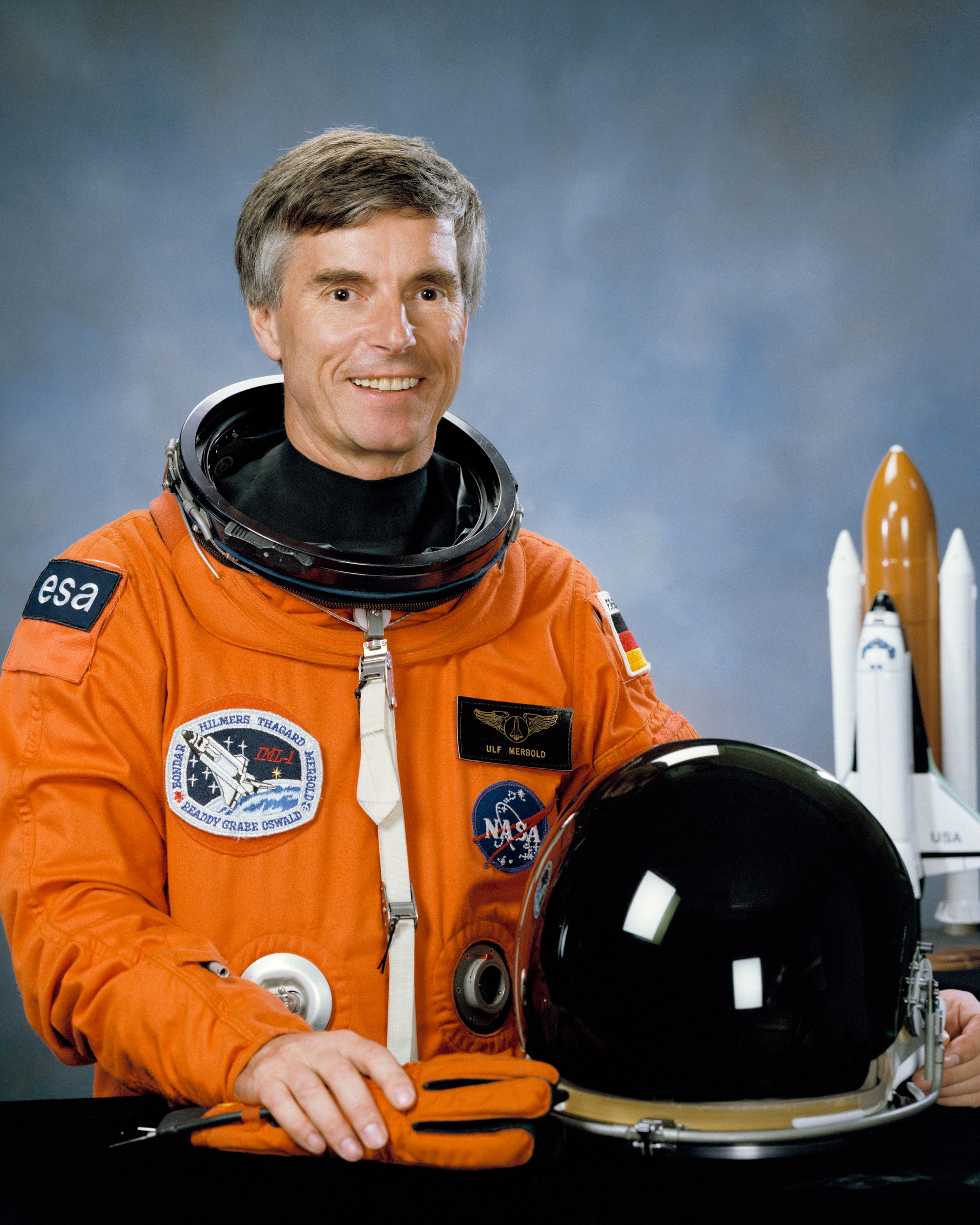
Ulf Merbold

Ulf Dietrich Merbold (Greiz, 1941. június 20.– )  német kutatóűrhajós.

## Életpálya
1968-ban a Stuttgarti Egyetemen fizikából szerzett diplomát, 1976-ban ugyanott doktorált. Stuttgartban a Max-Planck-Institute for Metals Research munkatársa, vezetője. Szakterülete az alacsony hőmérsékleti fizika, különösen a fémes elemek viselkedése. Repülőgép vezetői jogosítvánnyal rendelkezik. Repült (repülő/űrrepülő/Mir) óraszáma több mint 3000.
1977-ben az Európai Űrügynökség (ESA) kiválasztottja. 1982. szeptember 20-tól a Lyndon B. Johnson Űrközpontban és a Jurij Gagarin Űrhajós Kiképző Központban részesült kiképzésben. Az Európai Űrkutatási és Technológiai Központ (ESTEC) megbízásából segítette az űrsiklón elvégzendő kutatási feladatok programját. A Nemzetközi Űrállomás energia ellátásának optimalizálásában tevékenyen részt vett. Három űrszolgálat alatt összesen 49 napot, 21 órát és 36 percet (1197 óra) töltött a világűrben. 1987-től a német Űrkutatási Iroda (Aerospace Research Establishment – DLR) vezetője. 1995 januárja óta vezetője az Európai Űrhajósok Központjának (EAC), segítve a Nemzetközi Űrállomás (ISS) programját. Űrhajós pályafutását 1998. augusztus 30-án fejezte be.

## Űrrepülések
- STS–9 a Columbia űrrepülőgép 6. repülésén rakományfelelős. A Space Shuttle program keretein belül a küldetés során először járt a világűrben nem amerikai asztronauta. Merbold az első nyugat-német és Európai Űrügynökség (ESA) űrhajós. Első űrszolgálata alatt összesen 10 napot, 7 órát és 47 percet (247 óra) töltött a világűrben. Szolgálata alatt 72 rendkívül bonyolult tudományos kísérletet végzett.
- STS–42 a Discovery űrrepülőgép 14. repülésén rakományfelelős. A Spacelab mikrogravitációs laboratórium tudományos munkatársa. Második űrszolgálata alatt összesen 8 napot, 1 órát és 14 percet (193 óra) töltött a világűrben. 55 tudományos kísérletet végzett a repülési időtartamba.
- Szojuz TM–20 űrhajóval indult  a világűrbe, az első ESA űrhajós, aki a Mir-űrállomáson tevékenykedhetett. A Szojuz TM–19 űrhajóval érkezett vissza a Földre. Kutatási programja keretében 23 élettudományi, 4 anyagtudományi és 3 technológiai kísérletet hajtott végre. Harmadik űrszolgálata alatt összesen 31 napot, 12 órát és 35 percet (756 óra) töltött a világűrben. Repülése során 28 európai kísérletsorozatot végzett.

### Tartalék személyzet
STS–61–A  a Challenger űrrepülőgép 9. repülésének tartalék rakományfelelőse. Németország támogatta a repülési programot, a Spacelab  mikrogravitációs laboratóriumban a legénység 12 órás váltásokban 75 tudományos kísérletet hajtott végre.